# Proteremaeus nebaikini
Proteremaeus nebaikini är en kvalsterart som beskrevs av Valerie M. Behan-Pelletier och Rjabinin 1991. Proteremaeus nebaikini ingår i släktet Proteremaeus och familjen Oribellidae. Inga underarter finns listade i Catalogue of Life.